# Christie (banda)
Christie foi uma banda inglesa de rock e já lançou álbuns pela Epic Records.